# Шаптель
Шаптель (серб. Шаптељ, Šaptelj; алб. Shaptej) — село в общине Дечани в исторической области Метохия. С 2008 года находится под контролем частично признанной Республики Косово.

## Административная принадлежность
| Сербская позиция                                                                 | Албанская позиция                                            |
| -------------------------------------------------------------------------------- | ------------------------------------------------------------ |
| входит в общину Дечани Печского округа автономного края Косово и Метохия, Сербия | входит в общину Дечани Джяковицкого округа Республики Косово |

## Население
Согласно переписи населения 1981 года в селе проживало 459 человек: 457 албанцев и 2 черногорца.
Согласно переписи населения 2011 года в селе проживало 591 человек: 300 мужчин и 291 женщина; 560 албанцев, 16 «балканских египтян», 14 цыган и 1 лицо неизвестной национальности.
| Численность населения | Численность населения | Численность населения | Численность населения | Численность населения | Численность населения | Численность населения |
| 1948                  | 1953                  | 1961                  | 1971                  | 1981                  | 1991                  | 2011                  |
| --------------------- | --------------------- | --------------------- | --------------------- | --------------------- | --------------------- | --------------------- |
| 254                   | 269                   | 305                   | 351                   | 459                   | 548                   | 591                   |